# غافين هاميلتون
غافين هاميلتون (16 سبتمبر 1974 في المملكة المتحدة - ) (بالإنجليزية: Gavin Hamilton)‏ هو لاعب كريكت بريطاني. شارك مع منتخب اسكتلندا الوطني للكريكت. أما مع النوادي، فقد لعب مع نادي مقاطعة دورهام للكريكت ‏ ونادي مقاطعة يوركشاير للكريكت ‏.

## وصلات خارجية
- غافين هاميلتون على موقع إي آس بي آن كريك إنفو (الإنجليزية)